# Nu är det lördag
Nu är det lördag är en låt av Black Jack från 2000 skriven av Lasse Holm och Gert Lengstrand. Det är det första spåret i albumet med En gång till från 2001. Låten kom på tionde plats på Svensktoppen den 2 december 2000 Michael Nystås från Aftonbladet anser att låten har samma tempo, tryck och budskap som låten Inget stoppar oss nu.

### Fotnoter
1. ↑  https://smdb.kb.se/catalog/id/001544609
2. ↑  https://smdb.kb.se/catalog/id/001547594
3. ↑  https://www.nostalgilistan.se/black-jack-662/nu-ar-det-lordag-2420
4. ↑  http://wwwc.aftonbladet.se/noje/kronikor/dans/dans001010.html